# Nedakonice
Nedakonice – gmina w Czechach, w powiecie Uherské Hradiště, w kraju zlińskim. Według danych z dnia 1 stycznia 2012 liczyła 1566 mieszkańców.
W miejscowości jest stacja kolejowa Nedakonice.